# 水田光夏
水田 光夏（みずた みか、1997年8月27日 - ）は、日本の射撃選手。専門は10mエアライフル伏射（SH2クラス）。2024 パリ銅メダリスト。ピンクに染めた髪とおしゃれなネイルがトレードマーク。

## 経歴
中学2年生のときに、難病であるシャルコー・マリー・トゥース病と診断され、上肢（右ひじから先、左手の指先）と下肢（両ひざより先）の感覚が麻痺し、車椅子生活となった。森村学園初等部・中等部に在籍していたが、病気の影響で高校は特別支援学校の東京都立町田の丘学園に進学した。17歳でビームライフル、19歳でエアライフルを始める。受傷前にはクラシックバレエとスキーを経験しており、中等部時代はESS部の英語ミュージカルで活躍していた。
2017年の全日本障害者ライフル射撃競技選手権では初出場で2位入賞した。2019年の世界選手権では男女混合エアライフル伏射で24位になり、東京2020パラリンピック日本代表の出場枠に内定した。同年11月の全日本障害者ライフル射撃競技選手権では、自己ベストの633.3点で初優勝を果たした。
2020年3月、競技用の車いすを新調するためにクラウドファンディングを実施し、開始から約1か月で当初の目標の200万円を突破した。2020年3月に桜美林大学を卒業し、白寿生科学研究所にアスリート契約で入社。事業開発部に在籍する。
2021年開催の東京パラリンピックでは混合10mエアライフル伏射（SH2クラス）に出場。途中から懸念していた呼吸困難に陥り、32位で予選敗退した。
2024年、２大会連続出場したパリ・パラリンピック大会。射撃の混合エアライフル伏射（運動機能障害SH2）で銅メダルを獲得。 この競技での日本勢の表彰台は初。

## 主な戦績
2018年
- 2018WSPSワールドカップ（シャトールー, フランス）（10mエアライフル伏射SH2) 29位[5]

2019年
- 2019WSPSワールドカップ（シエク, クロアチア）（10mエアライフル伏射SH2) 14位[5]
- WSPS世界選手権（オーストラリア）（10mエアライフル伏射SH2) 24位[5]
- 全日本障害者ライフル射撃競技選手権大会（千葉）（10mエアライフル伏射SH2) 1位[5]

2020年
- 全日本障害者ライフル射撃競技選手権大会（宮城県石巻市）（10mエアライフル伏射SH2）1位 [17] [18]

2021年
- 東京パラリンピック（埼玉県朝霞市）（10mエアライフル伏射SH2）32位
- 全日本障害者ライフル射撃競技選手権大会（高知県春野町）（10mエアライフル伏射SH2）1位

2022年
- 2022WSPSワールドカップ（フランスシャトールー）(男女混合エアライフル伏射SH2）6位
- 2022WSPSワールドカップ（韓国チャンウォン）(男女混合エアライフル伏射SH2）5位

- 全日本障害者ライフル射撃競技選手権大会（静岡県藤枝市）（10mエアライフル伏射SH2）1位